# Mooney (azienda)
Mooney Group S.p.A. è un'azienda italiana che opera nel settore dei servizi digitali bancari e tecnofinanziari.
Inoltre, nei punti vendita ove presente, fornisce ricariche telefoniche per giochi, per l'omonima carta Mooney e per apparati Telepass ricaricabile.
È una delle prime aziende italiane di Proximity Banking & Payments con oltre 45 mila esercizi dislocati in Italia.

## Storia
Il gruppo Mooney nasce l'11 novembre 2020 dalla trasformazione di Sisalpay, dal 2019 detenuta al 70% da Sisal e al 30% da Banca 5 (gruppo Intesa Sanpaolo), a seguito dell'uscita di Sisal dall'azionariato della società. L'anno seguente Banca 5 acquisice un ulteriore 20% da Schumann Investment (gruppo CVC Capital Partners Fund VI), mentre per il restante 50% subentra Enel X (gruppo Enel).
A partire da settembre 2023 è attiva anche nel settore della gestione, commercializzazione e riscossione dell'omonimo sistema di pagamento automatico del pedaggio autostradale basato su OBU (On Board Unit), ovvero l'apparato MooneyGo.

## Servizi
L'azienda, oltre a offrire la carta omonima basata su circuito VISA, offre i seguenti servizi: sia su applicazione sia nei punti vendita fisici:
- Ricariche (sia telefoniche sia gift card[7]);
- Servizi di mobilità[8], basati via app Mooney[9], ad esempio per i biglietti per il trasporto pubblico urbano. Tali servizi vengono offerti sotto il nome di MooneyGo (ex myCicero);
- Apparato di telepedaggio MooneyGo.

Offre anche servizio pagamenti all'interno delle tabaccherie.

## Partner
- Dal 2022 al 2023 ha sponsorizzato il team di MotoGP VR46 Racing di proprietà di Valentino Rossi
- Erano in vendita dal 2019 fino al 2023 delle carte con affiancato il marchio Ac Milan.

## Fatturato
Al 2022 il fatturato di Mooney è di 43 milioni di euro con 23 milioni di utenti stimati tra canale fisico e digitale.